# スーパーマリン スパイトフル

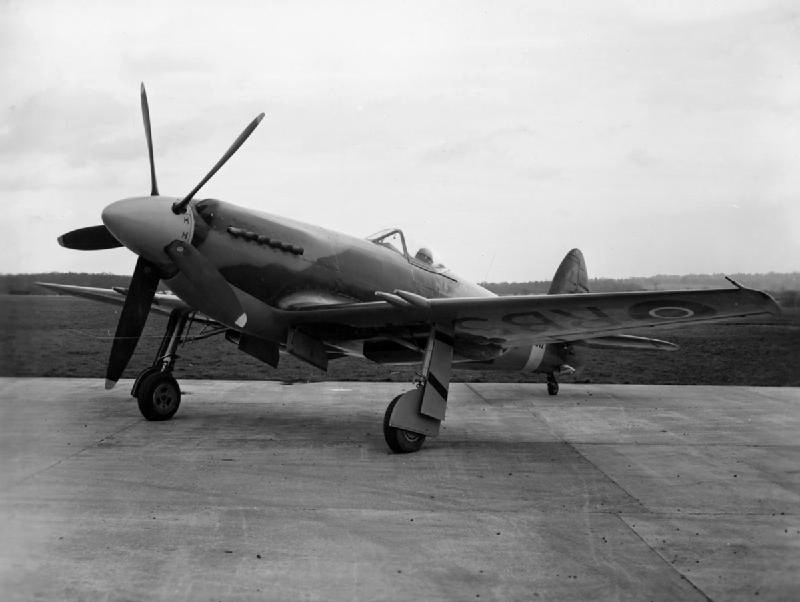
1945年頃に撮影されたスパイトフル

スーパーマリン スパイトフル (Supermarine Spiteful) は、イギリスのスーパーマリン製単発レシプロ単座戦闘機である。第二次世界大戦末期に主力戦闘機スーパーマリン スピットファイアの発展型として開発されたが、戦争の終結によって極少数の生産にとどまった。Spitefulとは“意地が悪い”の意。

## 概要
スパイトフルは、イギリス空軍の主力戦闘機スピットファイアに高出力エンジンを搭載するにあたって胴体、主翼を再設計する過程で生まれた戦闘機である。主翼には層流翼が採用され胴体も太目になっており、主脚は内側に引き込む形に変更された。速度性能は最初の生産型Mk.14が760km/hの最高速度をマークするなど期待通りのものを示したが、失速特性が悪いという欠点もあった。
空軍からは大量発注を受けたが、量産第1号機が飛行したのは1945年4月だった。そして、対ドイツ戦終戦にともない発注は大幅に削られ、最終的に生産機数は17機にとどまった。

## 開発経緯
スピットファイア Mk.20シリーズのために用意された新設計主翼は、開発の途中で別系統の主翼が生み出された。翼断面を層流翼型に、前後縁も直線テーパーにした新設計翼をスピットファイア Mk.XIVと組み合わせた機体が、社内タイプ371として1944年半ばに試作された。しかし、新しい主翼は従来の胴体にはうまく合わず、胴体も新設計にするべきという結論に達した。
スパイトフルは、グリフォン90エンジンとロートルR14/5F5/F2 5翅プロペラを組み合わせれば最高速度780 km/hが出せると計算され、空軍からグリフォン65エンジンを搭載する最初の生産型Mk.XIV 650機の発注を得た。しかし、最初の生産機s/n RB515が初飛行したのはヨーロッパ戦終結直前の1945年4月2日で、同年9月には発注数は390機に、さらに翌年5月には58機、最終的には16機に減らされてしまった。また、スパイトフルの高性能に注目した海軍もシーファイアの後継機として、本機を艦載機化した社内タイプ396(スーパーマリン シーファング)を発注したがジェット化の浸透までのつなぎ機に安価で実用性の高い星型空冷エンジン機ホーカー シーフューリーが適しているとの判断により、量産は見送られた。
レシプロ戦闘機の極限に近い高性能を誇ったスパイトフルも戦争の終結とジェット機の台頭という現実を前にしては、量産価値を見出すのは困難であった。こうしてスピットファイアの血統を受け継いだスーパーマリン社のレシプロ戦闘機は消滅していった。なお、スパイトフルの主翼は、そのままイギリス海軍初の艦上ジェット戦闘機であるスーパーマリン アタッカーに流用された。

## スペック
Mk.XIV
- 全長： 9.861 m
- 全幅： 10.827 m
- 全高：
- 全備重量： 4,630 kg

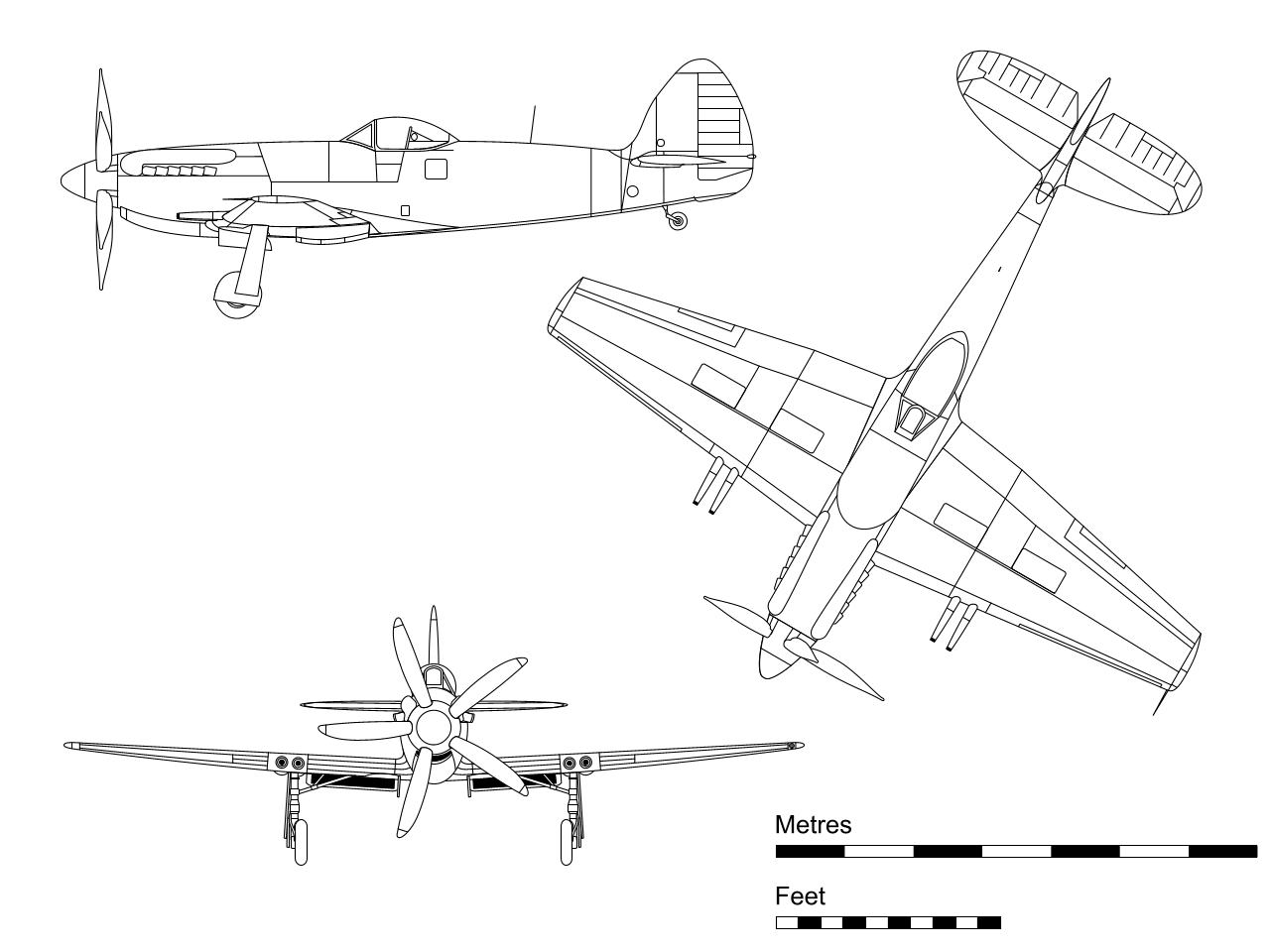
三面図

- エンジン： ロールス・ロイス　グリフォン69　液冷V型12気筒 2,375 hp
- 最大速度： 770 km/h
- 実用上限高度： 12,810 m
- 航続距離： 908 km
- 武装
  - 20 mm機関砲 × 4
  - 爆弾 980 kg
- 乗員： 1名

## 参考資料
渡辺徹編 「スピットファイア　モデルアート4月号臨時増刊　No.387」 モデルアート社、1992年、112頁。